# Lydia Koidula

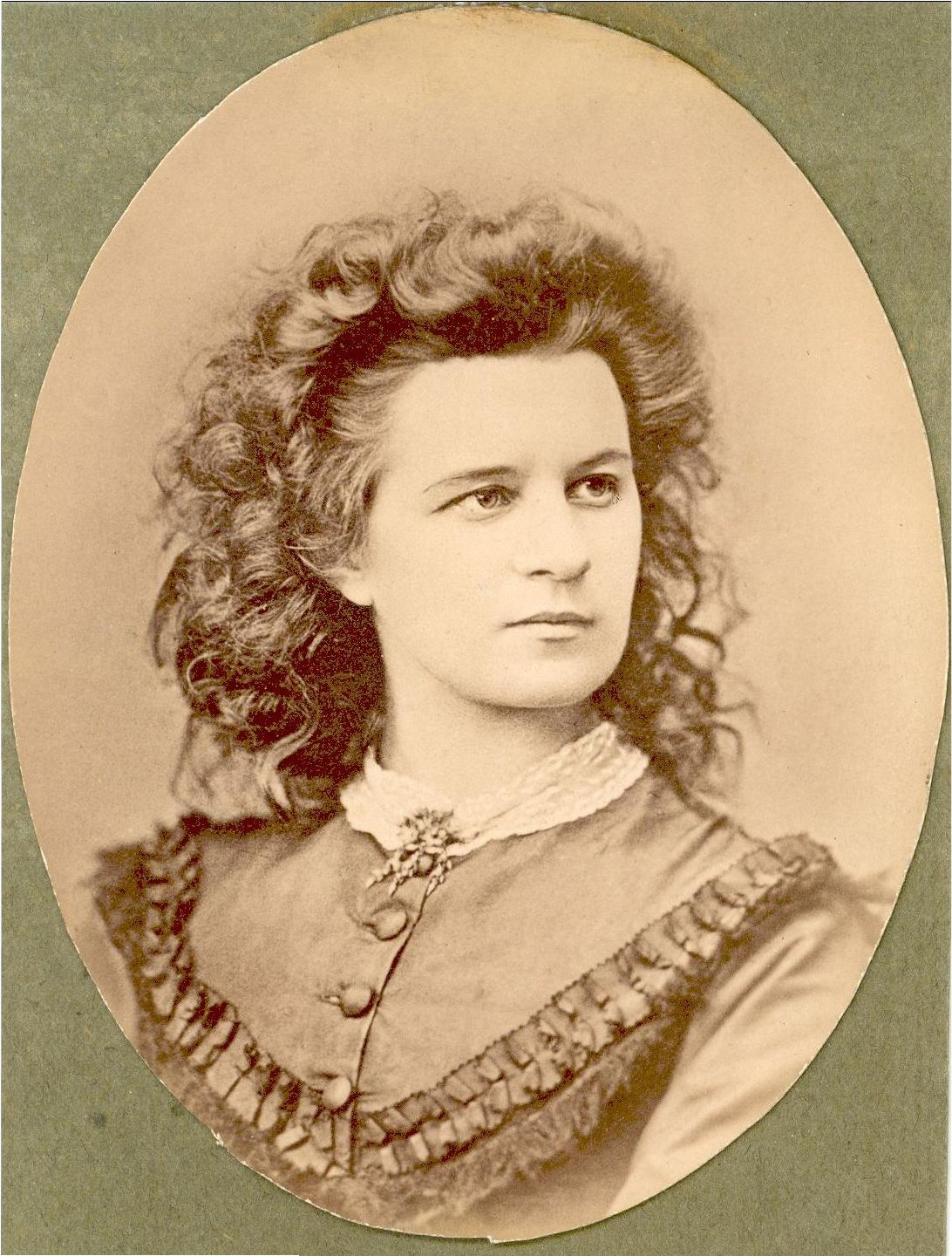
Lydia Koidula

Lydia Koidula (* 12. Dezemberjul. / 24. Dezember 1843greg. in Vändra; † 30. Julijul. / 11. August 1886greg. in Kronstadt) war eine estnische Lyrikerin und Dramatikerin.

## Leben
Ihr Geburtsname lautete Lidia Emilie Florentine Jannsen und sie war das erste Kind aus der Ehe von Johann Voldemar Jannsen und Annette Julia Emilie Koch. Sie ging zuerst bei ihrem Vater in Vändra und ab 1850 in Pärnu zur Schule. 1854 trat sie in das Pärnuer Mädchengymnasium ein, wo Lilli Suburg eine ihrer Schulkameradinnen war.
1861 beendete sie die Schule und absolvierte danach an der Universität Tartu das Examen für Hauslehrerinnen. Statt als eine solche zu arbeiten, stieg sie jedoch bei ihrem Vater in der Redaktion ein. 1863 zog die Familie nach Tartu, wo ihr Vater die 1857 gegründete Zeitung Perno Postimees als Eesti Postimees fortsetzte und Koidula neben ihrem Vater die wichtigste Gestalterin dieser für die estnische Nationalbewegung bedeutenden Zeitung wurde.
1871 unternahm sie mit ihrem Vater und ihrem Bruder Harry Jannsen eine Reise nach Helsinki, wo sie unter anderem auch den finnischen Schriftsteller und Journalisten Antti Almberg (ab 1906 Jalava) traf. Sie hatten bereits in Briefkontakt gestanden und setzten den Briefwechsel danach intensiv fort. Man kann davon ausgehen, dass Koidula gerne eine Ehe mit Almberg eingegangen wäre, aber dieser bat nicht um ihre Hand.

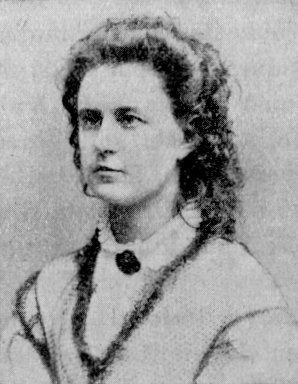
Lydia Koidula

1873 heiratete sie den germanisierten Letten Eduard Michelson und zog mit ihm nach Kronstadt, wo ihr Mann eine Stellung als Militärarzt erhalten hatte. Ihr Kontakt zu Estland riss dadurch nicht ab, aber ihre Beteiligung am estnischen Kulturleben reduzierte sich notgedrungen stark.
1876 erhielt ihr Mann ein Stipendium für eine Studienreise und Koidula nutzte die Möglichkeit, ihn auf dieser anderthalbjährigen Reise mit ihrem ersten Sohn zu begleiten, während die vier Monate alte Tochter zu Hause bei den Großeltern blieb. Auf diese Weise bereiste sie Breslau, Straßburg, Freiburg und Wien. In der österreichischen Hauptstadt kam ihre zweite Tochter zur Welt (vgl. hierzu die Novelle Viini plika der estnischen Schriftstellerin Asta Põldmäe).
1880 übernahm Koidula noch einmal kurz die Leitung der Zeitung in Tartu, nachdem ihr Vater einen Schlaganfall erlitten hatte. 1882 wurde bei ihr Brustkrebs diagnostiziert, und das letzte Jahr war für sie nur noch mit Opium zu ertragen. Lydia Koidula starb 1886 und wurde in Kronstadt begraben. Erst zu ihrem 60. Todestag gelangte ihre Asche nach Tallinn.

## Frühwerk
Ihre ersten estnischen Arbeiten waren Übersetzungen aus dem Deutschen, die sie seit 1861 für die Zeitung anfertigte. Sie erschienen größtenteils anonym. 1864 kam das erste Buch von Koidula heraus, Ojamölder ja temma minnia (Der Grabenmüller und seine Schwiegertochter). Wie damals üblich, handelte es sich um eine Übersetzung aus dem Deutschen, und zwar um Louis Würdigs Auf der Grabenmühle oder Geld und Herz (1858 in der Zeitschrift Die Maje erschienen). Da dies aber, was zu jener Zeit ebenfalls üblich war, nicht angegeben war, wurde das Werk als Original rezipiert. Erst der estnische Dichter und Literaturwissenschaftler Gustav Suits enthüllte 1932 die Quelle und brachte das Problem treffend auf den Punkt: „So sind wir also Zeugen des folgenden paradoxen Phänomens: Das völlig marginale Vorbild Auf der Grabenmühle ist in seinem Herkunftsland längst vergessen und wohl kaum jemals Lektüre der entwickelten Gebildeten gewesen; eine Nachahmung für 10 Kopeken ist bei irgendwelchen Hinterwäldlern unvergessen und heute noch Schullektüre!“.
Auch ihr zweites Buch, das 1866 in Tartu erschien, war eine Adaptation aus dem Deutschen: Perùama wiimne Inka ('Der letzte Inka von Peru') nach der Erzählung Huaskar von W. O. von Horn. Hierin wurde der Kampf der peruanischen Ureinwohner gegen die spanischen Eroberer im 16. Jahrhundert beschrieben, und Koidula sah Parallelen zu den Emanzipationsbemühungen der Esten.
Auch danach veröffentlichte Koidula noch einige Prosaadaptationen, ihre größte Wirkung erzielte sie jedoch mit ihren Gedichten und ihren Dramen.

## Lyrik
Ihre ersten Gedichte verfasste die herangehende Autorin 1857 noch auf Deutsch. Das war im damaligen Estland, wo die gesamte höhere Schulbildung auf Deutsch stattfand, normal. Koidulas erstes estnisches Gedicht erschien erst 1865 unter dem Pseudonym „L.“ im Postimees. Es ist bis heute eines der bekanntesten Gedichte von Koidula und jedem estnischen Schulkind bekannt. Es ist auch mehrfach ins Deutsche übersetzt worden, unter anderem 1924 von Carl Hunnius:
Am Dorfwegrand

Wie lieb war's dort am Dorfwegrand,

Wir Kinder kannten ihn,

Wo alles voller Taugras stand

Hinauf bis zu den Knien;

Wo in der Abendröte Brand

In blum'ger Rasenpracht

Ich spielte, bis Grossvaters Hand

Sein Kind zur Ruh gebracht. – 

Wie gern zu gucken über'n Zaun

Wär' ich gleich ihm bereit, – 

Er aber sprach: "Kind, warte, traun – 

Auch dir kommt noch die Zeit!"

Sie kam, ach – vieles ward mir klar,

Ich sah' manch' Meer und Land,

Nicht halb so lieb mir all' das war,

Als dort der Dorfwegrand.
Danach veröffentlichte Koidula regelmäßig Gedichte und 1866 erschien – anonym – in Kuressaare ihre erste Gedichtsammlung, Waino-Lilled ('Feldblumen'). Auch hier waren von den insgesamt 34 Gedichten nur fünf Originalgedichte, alle anderen waren Übertragungen oder freiere Nachdichtungen von deutschen Gedichten, die sie vor allem ihren Deutsch-Lesebüchern aus der Schule entnommen hatte.
Ein Jahr später kam in Tartu die zweite Sammlung von Koidula heraus, deren Titel Emmajöe öpik (in heutiger Orthographie Emajõe ööbik) für ihren heutigen Beinamen sorgte: Als „Nachtigall vom Emajõgi“, d. i. der durch Tartu fließende Fluss, wird die Dichterin heute gerne bezeichnet. Immer noch gab es deutsche Vorbilder, an denen sich Koidula bei ihrer Vaterlandslyrik orientierte. Wenn es beispielsweise bei August Heinrich Hoffmann von Fallersleben hieß Nur in Deutschland, / Da muß mein Schätzlein wohnen (aus dem Gedicht Nur in Deutschland!), schrieb Koidula Eine estnische Braut und einen estnischen Bräutigam, / nur die will ich preisen (im Gedicht Kaugelt koju tulles (Aus der Ferne nach Hause kommend))
Insgesamt war diese Sammlung, die 45 Gedichte enthielt, aber wesentlich eigenständiger als die Debütsammlung. Hier thematisierte sie die Liebe zu ihrer Heimat, die Sprache des Landes und die Treue zu ihm. Sehr bekannt geworden ist das folgende Gedicht:
Sind surmani küll tahan

Ma kalliks pidada,

Mo õitsev Eesti rada,

Mo lehkav isamaa!

Mo Eesti vainud, jõed

Ja minu emakeel,

Teid kõrgeks kiita tahan

Ma surmatunnil veel!
(Deutsche Interlinearübersetzung: Bis zum Tode will ich / dich in Ehren halten / mein blühender estnischer Pfad, / mein duftendes Vaterland! / Meine estnischen Felder, Flüsse / und meine Muttersprache / Euch will ich hochloben / noch in meiner Todesstunde!)
Durch ihre persönlichen Lebensumstände publizierte Koidula zu Lebzeiten keine weiteren Gedichtbände, aber sie verstummte keineswegs. Sie dichtete weiterhin, so dass ihr Gesamtwerk auf über 300 Gedichte anwuchs. Nur ein Viertel war in den beiden Gedichtsammlungen publiziert worden, ein weiteres Viertel war verstreut in Zeitungen abgedruckt worden. Die Hälfte ist jedoch erst nach ihrem Tode veröffentlicht worden.

## Bühnenliteratur
Bahnbrechend wurde Koidulas Tätigkeit für das estnische Theater, wenngleich sie auch in diesem Bereich nur vier Schauspiele vorzuweisen hat, von denen zwei nicht einmal gedruckt wurden und das erste auf einer deutschen Vorlage beruhte. Dennoch wurde sie die Begründerin einer eigenständigen estnischen Theaterliteratur.
1865 hatte Koidulas Vater in Tartu die Vanemuine-Gesellschaft als Männergesangsverein gegründet. Als man 1870 deren fünfjähriges Bestehen feierlich begehen wollte, kam Koidula auf die Idee, dies mit einem Theaterstück zu tun. Dazu übersetzte sie Theodor Körners Der Vetter aus Bremen, transferierte es in eine estnische Umgebung und nannte den Text Saaremaa Onupoeg ('Der Vetter aus Saaremaa.'). Das Stück wurde dreimal aufgeführt und positiv aufgenommen, so dass Koidula sich angespornt fühlte weiterzumachen.
Im Herbst 1870 war ihr zweites Stück Maret ja Miina ehk Kosjakased ('Maret und Miina oder Die Freiersbirken') fertig, das ebenfalls dreimal erfolgreich aufgeführt wurde. Es beruhte auf einer deutschen Prosavorlage von Horn.
Die absolute Loslösung von fremden Vorbildern gelang Koidula mit ihrem dritten Stück, Särane mulk, ehk Sada wakka tangusoola. Mit 'Mulk’ wird scherzhaft-pejorativ ein Bewohner Südwestestlands bezeichnet, der Titel des Stücks lautet übersetzt 'So ein Mulk oder Hundert Scheffel Salz'. In der Komödie geht es um den üblichen Kontrast zwischen Liebes- und (vermeintlicher) Vernunftsheirat. Am Ende muss der Vater, der seine Tochter gegen deren Willen verheiraten wollte, jedoch einsehen, dass sein Wunschkandidat ein Betrüger war, und alles wendet sich zum Guten. Der Vater hätte dies früher merken können, wenn er aufmerksamer die Zeitung gelesen hätte. Damit ist eine Kernaussage des Stückes, dass Bildung (hier in der Form von Zeitungslesen) das höchste Gut ist – auch in Liebesfragen.
Das letzte Theaterstück schrieb Koidula 1880 während ihrer Kronstädter Zeit. Kosjaviinad ehk kuidas Tapiku pere laulupidule sai ('Der Freiersschnaps oder Wie die Familie Tapiku aufs Liederfest gelangte') gelangte jedoch nicht zur Aufführung und wurde erst nach dem Zweiten Weltkrieg gedruckt und aufgeführt. Ursprünglich war es eine Auftragsarbeit für das dritte Liederfest (1880) gewesen.

## Rezeption und Nachwirkung

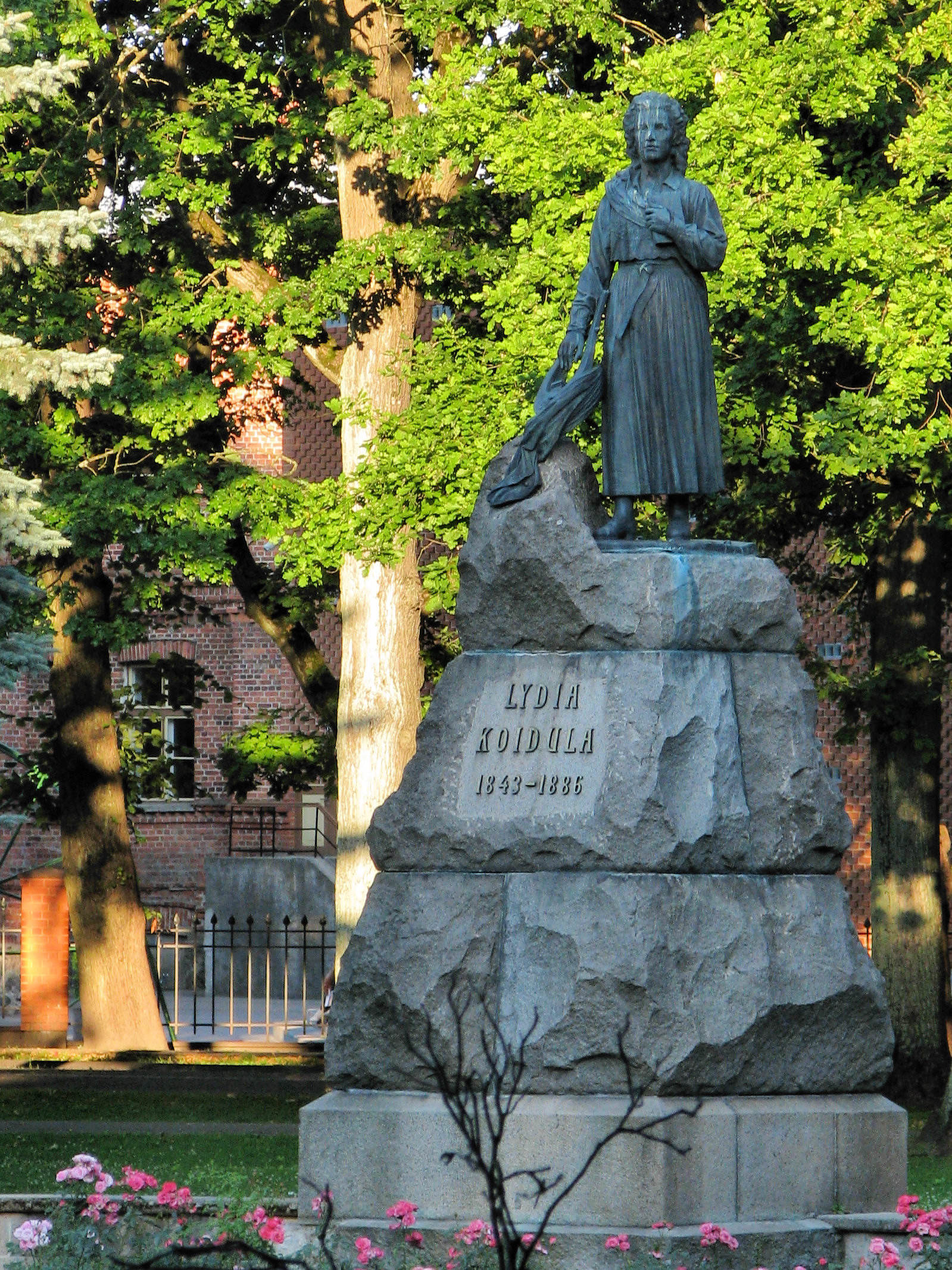
Standbild in Pärnu

### In Estland
Trotz der relativ wenigen Buchveröffentlichungen zu Lebzeiten wurden Koidulas Gedichte schnell bekannt und populär, weil sie immer wieder in Schulbüchern abgedruckt wurden. Entscheidenden Anteil haben hier die populären Schulbücher von Carl Robert Jakobson. Er war es auch, der den Dichternamen Koidula, in Anlehnung an das estnische Wort koit, das 'Morgenröte' bedeutet, vorschlug.
Neben Jakobson hatte Koidula auch intensiven Kontakt mit Friedrich Reinhold Kreutzwald, dem Verfasser des estnischen Nationalepos Kalevipoeg. In ihrem Briefwechsel, der streckenweise noch auf Deutsch geführt ist, diskutierten sie über die Möglichkeiten der estnischen Lyrik.

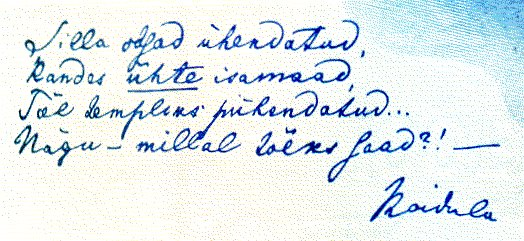
Koidulas Handschrift auf dem 100-Kronen-Schein

Koidulas Porträt war von 1992 bis 2010 auf der estnischen Banknote zu 100 Kronen abgebildet, welche bis zur Einführung des Euro 2011 Gültigkeit hatte. Darauf ist ein Teil eines Gedichts in ihrer Handschrift abgebildet.
Der estnische Schriftsteller Mati Unt schrieb 1984 das Schauspiel Vaimude tund Jannseni tänaval ('Geisterstunde in der Jannsenstraße'), in dem er Lydia Koidula und ihre finnische Biographin Aino Kallas, die nie einander getroffen haben, gemeinsam auftreten lässt.
Viele Gedichte Koidulas sind vertont und gehören heute zum allgemein bekannten Liedrepertoire der Esten. Während der Sowjetzeit, als die estnische Nationalhymne verboten war, wurde ein von Gustav Ernesaks vertontes Gedicht von Koidula, Mu isamaa on minu arm ('Mein Vaterland ist meine Liebe'), zur „heimlichen“ Nationalhymne.

### In Deutschland
In Deutschland war der Orientalist und Finnougrist Wilhelm Schott einer der ersten, der Koidula bekannt machte. Zum ersten Mal erwähnt er sie 1868 in einem Beitrag zum estnischen Zeitungswesen, wo er über Johann Voldemar Jannsen schreibt: „Alleiniger Redakteur der drei Zeitschriften ist Johann Jannsen, ein ehemaliger Schullehrer, dem seine talentvolle, auch als Dichterin bekannte Tochter Lydia bei der Redaktion wackeren Beistand leistet.“ Bald danach erfolgte eine Kurzrezension des ersten Gedichtbands von Koidula, ohne dass Schott allerdings wusste, wer die Autorin war. Danach rezensierte er ihr Debüt sowie ihr Theaterstück Der Vetter aus Saaremaa. Auch das Drama Solch ein Mulk wurde von ihm besprochen.
Später sind immer wieder Gedichte von Koidula auf Deutsch erschienen, niemals aber eine eigenständige Gedichtsammlung.
Die folgenden Anthologien oder Zeitschriften enthalten kleine(re) Auswahlen von Koidulas Lyrik:
- Magazin für die Literatur des Auslandes 1869, S. 345–346.
- Liederbuch eines Balten. Hrsg. von Konrad Walther (d. i. Harry Jannsen). Teil 1. Dorpat 1880, S. 5–10, 50-51, 59-63.
- Estnische Klänge. Auswahl estnischer Dichtungen von Axel Kallas. Dorpat: Kommissions Verlag Carl Glück 1911, S. 49–51.
- Estnische Gedichte. Übersetzt von W. Nerling. Dorpat: Laakmann 1925, S. 25–31.
- Wir kehren Heim. Estnische Lyrik und Prosa. Nachdichtungen von Martha v. Dehn-Grubbe. Karlsruhe: Der Karlsruher Bote 1962, S. 44–45.
- Estnische Lyrik. Übertragen von Tatjana Ellinor Heine. Brackenheim: Verlag Georg Kohl GmbH + Co 1981, S. 18–23.
- Estonia 1/2000, S. 29–39.

## Werke und Werkausgaben
- Ojamölder ja temma minnia. ('Der Grabenmüller und seine Schwiegertochter'). Tartu: H. Laakmann 1864 (tatsächlich aber 1863). 68 S.
- Waino-Lilled ('Feldbumen'). Kuressaare: Ch. Assafrey 1866. 48 S.
- Perùama wiimne Inka ('Der letzte Inka von Peru'). H. Laakmann, Tartu 1866. 139 S.
- Emmajöe Öpik. ('Die Nachtigall vom Emajõgi'). H. Laakmann, Tartu 1866 (tatsächlich aber 1867). 64 S.
- Martiniiko ja Korsika. ('Martinique und Korsika'). H. Laakmann, Tartu 1869 (wegen Zensurproblemen erst 1874 erschienen).[21] 107 S.
- Saaremaa Onupoeg. ('Der Vetter aus Saaremaa.'). s.n., Tartu 1870. 31 S.
- Juudit ehk Jamaika saare viimsed Maroonlased. ('Judith oder die letzten Maroner von Jamaika'). H. Laakmann, Tartu 1871 (tatsächlich aber 1870). 176 S.
- Särane Mul'k, ehk Sada vakka tangusoola. ('So ein Mulk[22] oder Hundert Scheffel Salz'). s.n., Tartu 1872. 55 S.
- Minu armsa taadile F.J.Wiedemann 16-maks Septembriks 1880 ('Meinem lieben Papa F.J. Wiedemann').  H. Laakmann, Tartu 1880. 1 Blatt.
- Teosed I (Luuletused) + II (Jutud ja näidendid) ('Werke I [Gedichte] + II [Erzählungen und Schauspiele]'). Eesti Riiklik Kirjastus, Tallinn 1957. 433 + 448 S.
- Luuletused. Tekstikriitiline väljaanne. ('Gedichte. Textkritische Edition'). Koostanud E. Aaver. Eesti Raamat, Tallinn 1969. 686 S.